# Sauber C16
O C16 é o modelo da Sauber da temporada de 1997 da Fórmula 1. Condutores: Johnny Herbert, Nicola Larini, Gianni Morbidelli e Norberto Fontana.

## Resultados[1]
(legenda) 
| Ano  | Chassi | Motor               | Pneus | N° | Pilotos           | 1   | 2   | 3   | 4   | 5   | 6   | 7   | 8   | 9   | 10  | 11  | 12  | 13  | 14  | 15  | 16  | 17  | Pontos | Posição |  |
| ---- | ------ | ------------------- | ----- | -- | ----------------- | --- | --- | --- | --- | --- | --- | --- | --- | --- | --- | --- | --- | --- | --- | --- | --- | --- | ------ | ------- |  |
|      |        |                     |       |    |                   |     |     |     |     |     |     |     |     |     |     |     |     |     |     |     |     |     |        |         |  |
|      |        |                     |       |    |                   | AUS | BRA | ARG | SMR | MON | ESP | CAN | FRA | GBR | GER | HUN | BEL | ITA | AUT | LUX | JPN | EUR |        |         |  |
| 1997 | C16    | Petronas SPE-01 V10 | G     | 16 | Johnny Herbert    | Ret | 7   | 4   | Ret | Ret | 5   | 5   | 8   | Ret | Ret | 3   | 4   | Ret | 8   | 7   | 6   | 8   | 16     | 7º      |  |
| 1997 | C16    | Petronas SPE-01 V10 | G     | 17 | Nicola Larini     | 6   | 11  | Ret | 7   | Ret |     |     |     |     |     |     |     |     |     |     |     |     | 16     | 7º      |  |
| 1997 | C16    | Petronas SPE-01 V10 | G     | 17 | Gianni Morbidelli |     |     |     |     |     | 14  | 10  |     |     |     | Ret | 9   | 12  | 9   | 9   | DNS |     | 16     | 7º      |  |
| 1997 | C16    | Petronas SPE-01 V10 | G     | 17 | Norberto Fontana  |     |     |     |     |     |     |     | Ret | 9   | 9   |     |     |     |     |     |     | 14  | 16     | 7º      |  |

↑1  Motor Ferrari batizado de Petronas.